# Rivoluzione (Renato Zero)
Rivoluzione è un singolo di Renato Zero pubblicato nel 2016 in download digitale, secondo estratto dall'album Alt.

## Il disco
È uscito nelle radio il 27 maggio 2016..

## Tracce
Download digitale
1. Rivoluzione – 4:16 (Renato Zero, Vincenzo Incenzo, Phil Palmer, V. Parisse)

## Video
Dal brano è stato tratto un video nel 2016. Nel video compare Renato Zero, che indossa un cappello a cilindro e abito scuro, dove canta il brano affacciandosi ad un balcone su piazza della Malva a Trastevere. La musica che si sente nel video è registrata in studio, la quale però è stata effettivamente cantata dal vivo ai passanti durante le riprese.